# Danny Drinkwater
Daniel Noel „Danny” Drinkwater (ur. 5 marca 1990 w Manchesterze) – angielski piłkarz, który występował na pozycji pomocnika. Wychowanek angielskiego klubu Manchester United. Kilkukrotny reprezentant Anglii.

## Kariera klubowa

### Manchester United
Urodzony w Manchesterze, Drinkwater dołączył do akademii Manchester United w wieku dziewięciu lat. W swoim pierwszym sezonie Drinkwater stał się podstawowym zawodnikiem w drużynie rezerw. Rozegrał 27 występów i zdobył dwa gole. W dniu 24 maja 2009 znalazł się na ławce rezerwowych w meczu dorosłej drużyny w spotkaniu Premier League przeciwko Hull City, ale nie pojawił się na boisku.
Aby zdobyć doświadczenie, w dniu 14 sierpnia 2009 Drinkwater dołączył do Huddersfield Town na roczne wypożyczenie, grając tam przez cały sezon 2009/2010. Zadebiutował następnego dnia w wygranym spotkaniu 3:1 z Southampton. Pierwszą bramkę dla Huddersfield zdobył trzy dni później w zwycięstwie 7:1 nad Brighton & Hove Albion, pięć minut po wejściu na boisko. W pierwszej jedenastce po raz pierwszy zagra w przegranym 0:1 meczu z Bristol Rovers 22 sierpnia.
W dniu 8 lipca 2010 Manchester United zgodził się, aby Drinkwater spędził sezonowe wypożyczenie w Cardiff City. Ruch został ostatecznie potwierdzony w dniu 6 sierpnia 2010. Dwa dni później zadebiutował w meczu z Sheffield United. Pomimo wypożyczenia, które początkowo miała trwać cały sezon, Manchester United odwołał je w dniu 25 stycznia 2011. Podczas swojej przygody z Cardiff, Drinkwater wystąpił 12 razy, w tym dziesięć spotkań w League One.
Zaledwie trzy dni po powrocie do Manchesteru United, Drinkwater dołączył do Watfordu w dniu 28 stycznia 2011, które obowiązuje do końca sezonu.
W dniu 23 sierpnia 2011 dołączył do Barnsley F.C. na zasadzie wypożyczenia do dnia 2 stycznia 2012. Następnie zostało przedłużone do 30 czerwca 2012. Rozegrał siedemnaście spotkań, w których raz wpisał się na listę strzelców.

### Leicester City
W dniu 20 stycznia 2012 Drinkwater dołączył do Leicester City. W grudniu 2013 roku został mianowany piłkarzem miesiąca w Championship. Drinkwater miał swój najbardziej udany rok w profesjonalnej piłce, zdobywając siedem bramek i będąc wybranym do Drużyny Roku wraz z kolegami z drużyny Kasperem Schmeichelem i Wesem Morganem. Ponadto Leicester awansowało do Premier League po zwycięstwie w całej lidze. W dniu 17 czerwca 2014 Drinkwater podpisał nową czteroletnią umowę z Leicester.
W sezonie 2015/16 Lisy zdobyły mistrzostwo Anglii. Swojego pierwszego gola w mistrzowskim sezonie zdobył 23 stycznia 2016 w wygranym meczu 3:0 nad Stoke City na stadionie King Power Stadium.
W dniu 25 sierpnia 2016 Drinkwater podpisał nową umowę, obowiązującą do 2021 roku.

### Chelsea
W dniu 1 września 2017 podpisał kontrakt z Chelsea F.C. Kwota transferu wyniosła ok. 35 mln funtów. Zadebiutował 25 października w Pucharze Ligi Angielskiej z Evertonem. 30 grudnia zdobył debiutancką bramkę dla The Blues w ligowym spotkaniu przeciwko Stoke City. 8 sierpnia 2019 został on wypożyczony do zespołu Burnley F.C. na okres jednego roku. 6 stycznia 2020 roku ponownie wrócił do zespołu Chelsea wraz z wygaśnięciem wypożyczenia.
W późniejszym okresie lądował na wypożyczeniach w takich klubach jak Aston Villa, Kasımpaşa SK czy Reading.
1 lipca 2022 wygasł kontrakt z klubem i nie został przedłużony.
30 października 2023 zakończył piłkarską karierę.

## Kariera reprezentacyjna
Drinkwater zadebiutował w reprezentacji Anglii U-18 w wygranym 2:0 meczu z Ghaną, gdzie zdobył jedną z bramek.
W latach 2008–2009 występował także w reprezentacji Anglii do lat 19-tych. Debiutował w meczu z Albanią w dniu 8 października 2008 roku. Jego ostatni występ dla młodzieżowych drużyn Anglii rozegrał przeciwko Ukrainie 2 sierpnia 2009 roku.
Po raz pierwszy został powołany do dorosłej reprezentacji Anglii w dniu 17 marca 2016 na mecze towarzyskie przeciwko Niemcom i Holandii. Zadebiutował 12 dni później w przegranym meczu z Holandią i został wybrany graczem meczu. Drinkwater został powołany do tymczasowej 26-osobowej kadry na UEFA Euro 2016, ale był jednym z trzech zawodników, którzy ostatecznie nie pojechali na mistrzostwa.

## Sukcesy
Leicester City
- Premier League: 2015/2016
- Football League Championship: 2013/2014

Chelsea
- Puchar Anglii: 2017/2018

Indywidualne
- Drużyna roku Championship: 2013/2014
- Gracz miesiąca w Championship: grudzień 2013
- Gracz sezonu w Leicester City: 2013/2014
- Gol sezonu w Leicester City: 2013/2014